# Quezon (Isabela)
Quezon é um município de  quarta classe de renda municipal (d) na província Isabela, nas Filipinas. De acordo com o censo de 1 de maio  de  2020 possui uma população de 27 037 pessoas e 6 618 domicílios.